# 李定国
李定國（1621年7月29日—1662年8月10日），字鴻遠，又字宁宇、霖宇、一纯、大绶，陕西延安府（现属陕西省榆林市）人，南明晋王，抗清将領。
李定国是明末民變勢力之一大西將領，張獻忠義子，封為安西將軍。大西大順三年末（1647年初）張獻忠戰死後，與孫可望等率大西軍餘部南逃至雲南稱安西王。後與一眾大西將領一同歸順南明，成為永曆朝廷重要的抗清將領。
永曆六年（1652年），入廣西，克桂林，乘勝北上，連克永州、衡州，「兩蹶名王，天下震動」，令清廷一度準備放棄吞併中國南方七省。因功封西寧王。但遭孫可望嫉忌，退入廣西，再屯雲南。
永曆十年（1656年），密迎永曆帝入滇，封晉王。後孫可望降清，並向清朝献上了“滇黔地图”使西南防務機密盡失，清軍大舉攻黔。他轉戰不利，退入緬甸繼續抗清。永曆十六年（1662年），永曆帝被殺，他忧愤至极，一个多月後病亡。

## 生平经历

### 前期生平

#### 大西時期
李定國出身貧寒，所以关于李定国早年生活后人知之甚少，只知道他十歲时开始追随張獻忠，拜其为义父。李定國能征善戰，喜欢阅读《孫子兵法》和《資治通鑑》，素稱「萬人敵」、「小尉遲」；以寬慈著稱，攻破城池未嘗妄殺，遇士紳百姓必設法保全。與孫可望、劉文秀艾能奇並列四將。
明崇禎十七年（1644年），隨張獻忠征戰豫、楚、川地，張獻忠破成都稱帝，被封為安西將軍，命李定國等進軍貴州、雲南，地位僅次於孫可望。

#### 聯明抗清
大西大順三年（1646年），清軍入川。大順三年末（南明隆武二年末，1647年初），張獻忠戰死，李定國與孫可望率大西軍餘部南走綦江，先入貴州，後借雲南沙定洲之亂進入雲南，當年與孫可望等一同稱王，建立政權，孫可望稱平東王，李定國稱安西王統五萬兵眾，劉文秀稱撫南王，艾能奇稱定北王。
永曆二年（1648年），李定國攻破佴革龍，擒殺沙定洲，平定雲南。李治軍雲南時，軍紀嚴明，受當地土司支持。
永曆三年（1649年），李定國與孫可望聯軍進攻貴州，擴張勢力，形成西南抗清的重要力量。
永曆三年（1649年），“四将军”政权遣使與南明永曆朝廷商洽共同抗清事宜。同年，孫與李聯名上書永曆帝，請封王。朝廷最終僅封侯爵，孫可望大為不滿。
永曆四年（1650年），孫可望以軍演為名，鞭打李定國，雙方裂痕加深。

### 西南抗清

#### 兩蹶名王
永曆六年（1652年），迎永曆帝入貴州。大西軍北伐，李定國率東路軍東出湖南，取得靖州大捷，收復湖南大部；隨後南下廣西，直趨桂林，大敗清軍，取得桂林大捷，俘虜叛臣原慶國公陳邦傅、清廣西巡按王荃可、署布政使張星光，清定南王孔有德自焚而死，大西軍收復廣西；然後北上大戰湖南衡州，十一月二十四日陣斬清敬謹親王尼堪，取得衡陽大捷，盡復湖南。一時天下震動，西南抗清戰局也被扭轉，使「清君臣聞警，上下震動，聞定國名，股慄戰懼，有棄湘、粵、桂、贛、川、滇、黔七省與帝媾和之議」。黃宗羲稱：“逮夫李定國桂林、衡州之捷，兩蹶名王，天下震動，此萬曆以來全盛之天下所不能有，功垂成而物敗之，可望之肉其足食乎！屈原所以呵筆而問天也！”全国的抗清斗争也因此出现了第二次高潮。李定國在永曆朝廷的功績與名望越來越高，遭孫可望相嫉，造成兩人分裂，李定國為顧全大局，被迫退入廣西、雲南，繼續經營反清事業。同年七月，孙可望奏请永历帝封李定国为西宁王。
永曆七年（1653年）與孫可望關係惡化，李定國避不赴會。可望奪兵權、殺文官，李憤而東征，再破桂林、攻衡州，與吳三桂交戰。

#### 南明内讧
1654年（明永曆八年，清順治十一年），李定國與鄭成功聯繫，相約會師廣東新會，東、西合力進攻廣東圖取廣州，則明朝勢力得以合流；若再沿長江北伐，攻贛、皖、蘇各省，則復興大業有望矣。鄭成功派林察、周瑞督軍西進，卻因故延誤了與李定國的約期；致使李定國孤軍奮戰，加之瘟疫流行，雖克復肇慶，卻於廣州城外大敗而回。李定國本來對與鄭成功會師北伐，抱有很大期待，甚至促成李、鄭連姻來鞏固盟誼；但卻因鄭成功屢愆軍期而誤了大事，李定國對此相當失望。
1656年（明永曆十年，清順治十三年），李定國受封為晉王。
1657年（明永曆十一年，清順治十四年），孫可望對李定國倒戈相向；然而由於孫可望不得人心，許多將領皆投向李定國陣營，孫可望大敗，敗退貴州。同年，孫可望投降清朝。李定國擊敗孫可望後仍堅持抗清，保衛永曆帝政權。

#### 血戰磨盤
1658年（明永曆十二年，清順治十五年）因西南軍事情報被孫可望出賣，故清军次年三路大军共计五万人大举进攻贵州、云南。赶跑孙可望之后，李定國对劉文秀等同僚不放心，軍事部署失当。二十万明軍屢遭失敗。吳三桂攻入雲南；十二月十五日，永历帝率领文武百官离开昆明，同日到达安宁。1659年（明永曆十三年，清順治十六年）正月初三日，清军未遇抵抗即占领昆明。李定國護送永曆帝退出昆明，並指揮明軍主力在磨盤山血戰中狠狠打擊了吴三桂带领来追的清軍，但是由於明光祿寺少卿卢桂生投敌，向吴三桂泄漏了李定國伏擊清軍的計劃，未能达到一舉殲滅全部清軍的目的。磨盘山一战后明軍損失不小，李定國也無法再發動大規模作戰。

#### 護帝入緬
永曆十三年（1659年）正月初四日，永历帝到达永昌府，以巩昌王白文选守玉龙关，白文选戰敗，永历帝與李定国遁走腾越州，大学士扶纲、户部尚书龚彝、礼部侍郎郑逢元、兵科给事中胡显、御史陈起相等皆各自逃散。之後永曆帝逃往緬甸，李定國則獨自率軍返回勐臘，遣人往車里借兵。南明在此重整殘軍，駐守緬甸邊境，擊退緬人。

### 去世
南明永曆十五年（清順治十八年）十二月初一（1662年1月20日），清军迫近缅甸阿瓦，缅甸王將永曆帝獻給吳三桂。南明永曆十六年（清康熙元年）六月廿七（1662年8月10日），李定國得知永曆帝被吳三桂絞死後憤怒之下屠殺緬兵，最終病逝。。李定国臨終時，遺命其子李嗣兴及部将靳统武、总提调马思良：「任死荒徼，勿降也！」但在同年九月，李嗣兴就向清朝请降。有部分将士留在中缅边境，繁衍生息。
关于李定国的墓地，《普洱府志》有记载说：“顺治四年李定国入滇……后以永历帝兵败入缅，因攻缅再迎永历，遂由九龙江走景线，屯勐腊，欲由交冈走交趾，入广东。未几，闻永历讣至，于是哀愤成疾而死，时康熙元年六月二十七日也。”死后原葬云南省西双版纳州勐腊县勐腊镇东北侧曼嘎村，葬处有李定国祠，又称“汉王庙”。后因定国子嗣兴自思茅率众降清后，乃迁葬北京芦沟桥西湖家港。

## 爵位
- 安西王，永历元年（1647年）自称
- 康侯，受封於永历三年（1649年）四月
- 康国公，受封於永历三年（1649年）七月
- 西寧王，受封於永历六年（1652年）七月
- 晉王，受封於永曆十年（1656年）三月[18]

## 評價
四川人民懷念李定國的恩惠，李定國死後，川中多建「李晉王祠」；而在滇黔之地，「李晉王」的傳說也一直流傳。
刘彬在《读残明遗事漫记》一诗中写道：“残碑读罢呼雄鬼，生死都从李晋王。”柳亚子《四月二十五日》诗云：“最怜日暮途穷后，犹有挥戈李晋王。”
云南省西双版纳傣族自治州勐腊县人民为了纪念抗清英雄李定国捐资修建的汉王庙，现为云南省省级文物保护单位。原祠于1960年被毁，但当地群众依然前往祭拜。1988年，勐腊县政府拨款15万元重建，被云南省政府定为省级文物保护单位。
教育家郭影秋在《李定國紀年》中認為：定国的一生,是革命的一生,战斗的一生,同时也是大西軍的一生。他追随和領导革命的大西軍,战斗三十二年,轉战晋、陜、豫、楚及川、滇、黔、粤等十五、六省,在覆明抗清的偉大斗争中,无数次地取得辉煌战果。直至兵敗、疫发病的时候,还嘱咐他的儿子及部属:宁死荒外,勿降也!”他不只是一个坚持抗清的杰出英雄,而且是一个具有政治头脑的军事家、政治家。我們今天来論历史人物,不只不应以成敗論英雄,而且也不能专凭几篇文章来论英雄。当然,文天祥正气歌可以代表一个民族英雄的豪迈气概,我們应当歌颂，可是对于一些身卑、朴野无文、矢志抗敌、至死不屈、最后沒有留下文字和正气歌的英雄人物,也不能让他們湮没无名。人类历史,是人民群众的历史,农民起义和农民战争,毕竟是社会历史发展的动力,不把农民领袖和民族英雄的史迹放到应有的地位,那是不公允的。在我们的历史工作中已注意了岳飞的历史,郑成功的历史，太平天国的历史,我认为还应注意到李定国的历史。
著名歷史學家顧誠在《南明史》中認為：「李定國的一生應該充分予以肯定，封建史籍的作者一般也給以讚許之詞，但他們所讚許的是李定國後半生的『改邪歸正』，實際上李定國在明末是反抗封建壓迫的英雄；清初是抗擊滿洲貴族武力征服和暴虐統治的傑出統帥。如果不以成敗論英雄，在明清之際各方面的人物當中，他是光彩四耀的一顆巨星，其他任何人都無從望其項背。」
1902年章太炎为在日本東京举办的「支那亡國二百四十二年紀念會」所寫的《宣言書》中有言「願吾滇人，毋忘李定國」。

## 流行文化
- 1955年7月，新美术出版社出版连环画《李定国抗清兵》，吴之英编文，严绍唐、赵三岛绘画。
- 2005年上映的中国大陆电视剧《长河东流》中由演员李明扮演，剧中称为“李长生”，但角色事迹与李定国基本相符。
- 2017年上映的中国大陆电视剧《龙珠传奇》中李定国出现，由何中华扮演。但是此剧与史实严重不符，剧中李定国于永曆十年与吴三桂交战后假死，而后剃发易服“潜伏”了起来。而何中华在片中同时还扮演了一名清朝康熙年间的太监“李公公”。此剧也因对李定国不切实际的描述和李公公的形象而被众多中国网民抨击认为是“篡改历史”、“严重丑化民族英雄”、“破坏民族团结”、“汉奸剧”。很多观众更以此写信向广电总局举报。
- 中国作家周浩晖的悬疑小说《摄魂谷之雅库玛的诅咒》（又称《恐怖谷》）中有涉及李定国的背景设定。

## 延伸阅读
[在维基数据编辑]
 《清史稿/卷224》，出自趙爾巽《清史稿》